# 蘇格蘭之花
《蘇格蘭之花》是一首苏格兰歌曲，经常在特殊的场合和体育赛事中使用。苏格兰没有正式的国歌，《蘇格蘭之花》是非正式履行这一职责的歌曲之一，其他歌曲还包括《苏格兰人》（Scots Wha Hae），《蘇格蘭勇士》（Scotland the Brave） 和《高地大教堂》（Highland Cathedral）。这首歌曲由罗伊·威廉森和他的组合The Corries创作，发表于1967年。歌曲中提到了1314年由罗伯特·布鲁斯领导的班诺克本之战的胜利，那次战争打败了英格兰王国的爱德华二世，班诺克本战役是苏格兰与英格兰数百年交战史上，苏格兰最重要的一次全面胜利。